# سفارة البرتغال في كندا
سفارة البرتغال في كندا هي أرفع تمثيل دبلوماسي لدولة البرتغال لدى كندا. تقع السفارة في أوتاوا وهي تهدف لتعزيز المصالح البرتغالية في كندا.

## وصلات خارجية
- قائمة سفارات البرتغال
- قائمة السفارات في كندا